# Korben Dallas
Korben Dallas  je slovenská hudební skupina z Bratislavy. Na scéně působí od roku 2010 a na svém kontě má 6 alb. Do povědomí se dostali v roce 2013 s hitem „Otec“. Jsou pravidelnými hosty velkých slovenských a českých festivalů (Pohoda, Grape, Topfest, Colours of Ostrava).
Debutové album s názvem Pekné cesty (2011) vydané vydavatelstvím Hevhetia vzniklo jako živá nahrávka z koncertu. Později bylo nominován na Radio_Head Awards v kategorii album roku - cena kritiků. Druhé album Karnevalová vrana vyšlo v roce 2013 ve vydavatelství Slnko Records. Na Radio_Head Awards 2013 získali Korben Dallas ceny za nejlepší album, singl („Otec“) a nejlepší koncertní kapelu. Třetí album Banská Bystrica vyšlo v roce 2014.
Korben Dallas rádi spolupracují i s jinými hudebníky a skupinami. V relaci Rádia_FM se představili se speciálním hostem Andrejem Šebanem, v České republice odehráli sérii společných koncertů s kapelou Zrní. Úspěšným se stal i jejich singl „Spolu“ z alba Banská Bystrica, který nahráli s Janou Kirschner. V roce 2014 se představili na festivalu Viva Musica! se symfonickým orchestrem. Jejich písně upravil Slavo Solovic, orchestr dirigoval Braňo Kostka.
V roce 2015 Korben Dallas získali cenu Krištáľové krídlo.

## Diskografie
- Pekné cesty (2011)
- Karnevalová vrana (2013)
- Banská Bystrica (2014)
- Kam ideme (2015)
- Stredovek (2017)
- Bazén (2019)

Na album coverů Davida Kollera David Koller & Friends (2016) nahráli píseň Chci zas v tobě spát. V roce 2018 vydali s Dorotou Barovou album Tugriki a v roce 2020 EP Konečně s Anetou Langerovou.

## Členové
- Juraj Benetin - zpěv, kytara
- Lukáš Fila - basová kytara
- Igor „Ozo“ Guttler - bicí nástroje
- Ľuboslav Petruška - elektrická kytara (jako host)

## Ocenění
- 2011 - Nominace Album roku – Radio_Head Awards
- 2014 - Album roku, singl roku, koncertní kapela roku – Radio_Head Awards
- 2015 - Krištáľové krídlo